# Habropoda rufipes
Habropoda rufipes är en biart som beskrevs av Wu 1983. Habropoda rufipes ingår i släktet Habropoda och familjen långtungebin. Inga underarter finns listade i Catalogue of Life.